# Вербализми
Вербализми „су речи које се усвајају на основу говора околине, без ослањања на одговарајуће перцепције и представе, услед чега се њихово значење неравномерно сужава и остаје фиксирано на посебна обележја објекта и конкретну ситуацију или се пак губи услед прекомерног апстраховања од конкретне садржине“.

## Историјат
Вербализме у литератури први пут помиње Тот 1928. године. Он је уочио да слепе особе у говору користе речи које немају подлогу у њиховом чулном искуству, док је термин „вербализам“ први пут употребио Кацфорд 1932. године.  Сматрао је да слепе особе у говору често користе непрецизне визуелне асоцијације, и то много чешће него асоцијације за које, у њиховом искуству, постоје адекватни чулни атрибути.

## Занимљивости
Вербализми су једна од најчешће разматраних тема у подручју истраживања говорно-језичког развоја слепих особа. Кључ за појаву вербализама Димчовић налази у контексту потребе слепог детета за социјалном партиципацијом, односно, социјализацијом која се најлакше остварује путем говора. Употреба речи без адекватне перцептивне основе посебно је актуелизована са појавом интегрисаног образовања слепих и слабовидих. Аутори цитирају многобројна питања постављена од стране наставника који у својим одељењима, у редовним школама, имају слепе ученике. Међу најчешћим су питања: Да ли да у говору употребљавам боје?; Шта слепо дете замишља када се помиње плаво небо?; Да ли да се обраћам деци са „погледај ово“? Бројна истраживања тзв. „вокабулара без значења“ показала су да слепе особе, и када могу бирају између речи са визуелним садржајем и оних које потичу од других чула, пре бирају прве, као да их сматрају речима престижа. Са одрастањем, говор слепих особа постаје мање специфичан и веома сличан говору типичне популације. 